# Ko Lantanoj
Ko Lantanoj sziget az Andamán-tengeren, Thaiföld délnyugati partvonalánál, Krabi tartományban.
A Ko Lanta szigetcsoport része, a nagyobb Ko Lantajaj északi szomszédja. Turisztikai jelentősége kisebb a szomszédos szigetnél. Nincsenek szállodák, és a jobbára kormányzati tulajdonban lévő szigeten főleg helyiek laknak. Néhány halászfalu van a szigeten, de vannak szép partjai, ahonnan Lantajajról nem látható lakatlan szigetecskékre nyílik kilátás.
Jajról kerékpárral, motorral, vagy Szaladanból hosszúfarkú hajó taxival megközelíthető. A szigeten út fut körbe.